# Jaap Lenstra
Jaap Lenstra (Groningen, 1941) is een Nederlands voormalig korfballer, korfbalcoach en KNKV-voorzitter.
Lenstra is erelid van SCO. Lenstra werd in 1991 en 1992 uitgeroepen tot Beste Korfbalcoach van Nederland.

## Speler

### Nic.
Lenstra beoefende meerdere sporten, waaronder handbal en basketbal, maar korfbal verdiende zijn voorkeur. Korfbal beschouwde hij als moeilijkste sport en daarmee de grootste uitdaging.
Hij begon met korfbal in de jeugd bij het Groningse Nic.. Lenstra kwam in de hoofdmacht van Nic. terecht en speelde hier tot en met 1976.
In 1972 promoveerde Lenstra met Nic. in de zaal van de overgangsklasse naar de Hoofdklasse, de hoogste competitie in Nederland. Op dat moment speelde Lenstra in het team met spelers zoals Co Vlietstra en Henk en Jan Tiesinga. Helaas voor Nic. Duurde het avontuur in de zaal op het hoogste niveau niet lang, want in seizoen 1972-1973 werd Nic. in de Hoofdklasse B laatste met 6 punten uit 14 wedstrijden. Hierdoor degradeerde de club dus na 1 seizoen terug naar de Overgangsklasse.
Midden jaren '70 ontstaat er een conflict tussen een aantal Nic. spelers en het bestuur. Een aantal spelers, waaronder Lenstra, wilden dat Nic. meer zou doen om op hoger niveau te korfballen, maar kregen weinig reactie op rekest vanuit het bestuur. Daarop besloot Lenstra weg te gaan bij de club.

### SCO
In 1976, op 35-jarige leeftijd, verruilt Lenstra van club en gaat hij spelen bij SCO uit Oldeholtpade, een ploeg die graag ook in de Hoofdklasse probeert te geraken. Lenstra speelde hier onder coach Jan Piepers 3 seizoenen. In 1979 nam hij afscheid als speler.

## Coach
Na zijn carrière als speler werd Lenstra coach.

### SCO, deel 1
Zijn eerste job als hoofdcoach was bij SCO waar hij zijn carrière als speler had afgesloten. Deze carrièreswitch gebeurde in hetzelfde jaar, in 1979.
Hij volgde Jan Piepers op, die naast coach ook speler van de selectie was. In seizoen 1979-1980, het eerste seizoen met Lenstra als hoofdcoach speelde SCO in de veldcompetitie in de Overgangsklasse en Lenstra beschikte over een verjongde selectie, want uit de A jeugd waren Evert Frieswijk en Jan Delfsma overgekomen.
Lenstra beleefde in de zaal een geweldig debuut als hoofdcoach. De club werd kampioen in de overgangsklasse en promoveerde daardoor naar het hoogste niveau, de Hoofdklasse.
In seizoen 1980-1981 deed SCO het met coach Lenstra wederom goed in de zaal. Als nieuwkomer in de Hoofdklasse wist het 16 punten uit 14 te halen en werd hiermee gedeeld tweede in de Hoofdklasse A, op gelijke hoogte met AKC Blauw-Wit, wat al vele jaren meedeed in de top. SCO had zichzelf hiermee op de landelijke kaart gezet.
Ondanks het succes als coach stopte Lenstra na 2 seizoenen, in 1981. Hij werd vervangen door Henk Tuttel.

### SCO, deel 2
In 1983, 2 jaar na zijn afscheid als hoofdcoach, werd Lenstra weer aangesteld als hoofdcoach bij SCO. In zijn afwezigheid was het Tuttel gelukt om ook in de veldcompetitie naar de Hoofdklasse te promoveren, waardoor de club nu in beide competities op het hoogste niveau uitkwam.
In 1983-1984 draaide SCO wederom mee in de hogere regionen en sloot in de zaal het seizoen af met een solide 18 punten, waardoor het op een gedeelde 3e plaats eindigde. Wel had zaalseizoen een rare nasmaak, vanwege een akkefietje wat Lenstra had in de wedstrijd tegen DOS'46. In deze wedstrijd, in februari 1984 sloeg de vlam in de pan. Met nog luttele seconden op de wedstrijdklok met de stand op 12-11 kreeg DOS'46 een strafworp toegekend door scheidsrechter Cor Visser. Dit zorgde voor veel commotie, waarbij Harry Dassen van DOS'46 op Lenstra afliep. Lenstra sloeg Dassen knock-out. Het was niet het enige akkefietje want ook Jan Tuttel moest het veld verlaten vanwege een handgemeen. Uiteindelijk benutte DOS'46 de strafworp, waardoor SCO verloor met 13-11.
Logischerwijs kreeg deze wedstrijd een staartje. Zo werd Lenstra door SCO op non-actief gezet en werd hij door de korfbalbond KNKV voor 12 weken geschorst.
In de 3 seizoenen die volgden bleef SCO in de Hoofdklassen, maar kreeg een finaleplaats niet voor mekaar. In seizoen 1986-1987 kwam de ploeg wel het meest dicht bij een finaleplaats in de zaal. SCO behaalde 20 punten uit 15 wedstrijden en stond slechts op 2 punten achterstand op de nummer 1, PKC. De ploeg moest genoegen nemen met een tweede plaats in de Hoofdklasse B. Dit seizoen bleek het laatste van Lenstra als hoofdcoach. Hij deed in 1987 een stapje terug en ging de reserveteams coachen. Zijn taak als hoofdcoach werd overgenomen door Sake Koelma.

### Nic.
In februari 1989 werd Lenstra benaderd door Nic., de club waar hij zelf als speler had gespeeld. De club, die overgangsklasse speelde, verkeerde in zwaar weer en had slechte resultaten. Hierdoor werd coach Jantinus Scholtmeijer ontslagen. De club verzocht Lenstra om als trainer op te treden. Lenstra ging de ploeg trainen, maar werd geen coach tijdens de wedstrijden. Die taak werd toebedeeld aan Geert van der Helm. In deze duo-taak werd degradatie afgewend en Nic. bleef in de overgangsklasse.

### Blauw-Wit, Amsterdam
In 1990 werd Lenstra de hoofdcoach van het Amsterdamse AKC Blauw-Wit, een ploeg die net op het veld terug naar de Overgangsklasse was gedegradeerd. Lenstra moest het tij keren en de ploeg weer laten meedoen in de top. Met spelers in de gelederen zoals Rini van der Laan en Rob Middelhoek had hij een spelersgroep die zowel ervaring als jeugdigheid in huis had. Daarnaast wilde Lenstra ook actief spelers van andere clubs benaderen om Blauw-Wit te versterken, iets wat ook lukte met spelers zoals Anne van der Zaag en Mariette Huitema.
In de zaalcompetitie deed Blauw-Wit het beter dan het jaar ervoor. Uiteindelijk werd de ploeg 3e in de Hoofdklasse B met 19 punten, 5 punten meer dan het seizoen ervoor. Op het veld werd Blauw-Wit kampioen en promoveerde dus na 1 jaar afwezigheid weer terug naar de Hoofdklasse.
Deze ommekeer leverde Lenstra de prijs van Beste Coach van het Jaar op.
In Lenstra's tweede seizoen als hoofdcoach, 1991-1992 deed de ploeg het nog beter. In de zaalcompetitie eindigde Blauw-Wit als 1e in de Hoofdklasse A door met 1 punt voor te blijven op concurrent Oost-Arnhem. Zodoende plaatste de ploeg zich weer voor de Nederlandse zaalfinale, iets wat de club al 12 jaar niet had meegemaakt. In deze zaalfinale was regerend zaalkampioen Deetos de tegenstander, de ploeg die in de competitie iets meer punten had verzameld dan Blauw-Wit. De finale, die in Ahoy Rotterdam gespeeld werd, bleek een teleurstelling voor Blauw-Wit. Met rust stond het 6-4 en kon het nog alle kanten op. Echter kon Blauw-Wit in de tweede helft niet verder komen dan 3 goals en eindigde de wedstrijd in een 12-7 overwinning voor Deetos. Het zou de laatste keer zijn dat 1 team minder dan 10 keer zou scoren in een zaalfinale.
In de veldcompetitie speelde de ploeg weer in de Hoofdklasse en werd middenmoter in de Hoofdklasse B met 12 punten.
Ook dit seizoen werd Lenstra onderscheiden als Coach van het Jaar, voor het tweede jaar op rij.
In seizoen 1992-1993 kon Lenstra niet meer beschikken over Blauw-Wit's beste dame, Rini van der Laan die haar carrière had afgesloten.
Blauw-Wit draaide dit seizoen in de zaal mee in de middenmoot en werd 5e. Op het veld werd de ploeg nog wel 2e in de Hoofdklasse A, 3 punten achter de Amsterdamse concurrent ROHDA, maar hierdoor plaatse Blauw-Wit zich wel voor de kruisfinales. Als nummer 2 van de Hoofdklasse A moest Blauw-Wit spelen tegen de nummer 1 van de Hoofdklasse B, namelijk PKC.
In deze kruisfinale, die in Papendrecht gespeeld werd, werd het spannend. Uiteindelijk won PKC nipt met 10-9, waardoor Blauw-Wit net de veldfinale misliep.
Na 3 seizoenen bij Blauw-Wit vertrok Lenstra als hoofdcoach in. Kees Brouwer nam het stokje van Lenstra over.

### Tussenjaar
Toen Lenstra in 1993 stopte als coach bij Blauw-Wit had hij niet direct een nieuwe job als hoofdcoach op hem wachten.
Wel werd Lenstra benaderd door AKC om in december de ploeg te coachen in de afwezigheid van coach Kees van Buren. Meteen liet Lenstra van zich horen, want hij zorgde voor veel commotie tijdens de wedstrijd AKC-PKC. Tijdens de wedstrijd kreeg AKC speler Benno Landkroon een gele kaart, iets waar Lenstra het niet mee eens was. Hij stormde het veld in en kreeg van scheidsrechter Budding zelf de rode kaart voorgeschoteld. Lenstra griste de kaart van de arbiter af en verscheurde hem in het veld. Lenstra werd naar de kantine gestuurd. Iets later scoorde PKC speler André Simons en Lenstra kwam de zaal weer in om zijn ongenoegen te uiten. Lenstra weigerde het veld te verlaten en de scheidsrechter zag geen andere optie dan de wedstrijd te stoppen. AKC verloor de wedstrijd met 17-15.
Het optreden van Lenstra kreeg nog wel een staartje, want het KNKV schorste Lenstra vanwege zijn gedrag. In eerste instantie werd hij geschorst t/m 1 januari 1995, maar dit werd in april teruggebracht naar 1 juli 1994.

### SCO, deel 3
Bij SCO stopte in 1994 coach Anton Mulders en de club was op zoek naar nieuwe coaching voor seizoen 1994-1995. Jan Koenrades werd aangesteld als nieuwe hoofdcoach en Lenstra werd gevraagd om Koenrades bij te staan. SCO was ondertussen afgedwaald qua niveau en speelde niet meer in de Hoofdklassen.

### Return bij Blauw-Wit
In 1998 werd Lenstra weer benaderd door AKC Blauw-Wit, waar hij 5 jaar eerder was gestopt als hoofdcoach.
Blauw-Wit verkeerde in een lastige periode, want het speelde het seizoen ervoor in de middenmoot en de ploeg zag spelers zoals Erwin Dik en Rob Middelhoek vertrekken. Ook na de aanstelling van Lenstra verruilde Mariëtte Huitema van club, aangezien zij niet het vertrouwen van Lenstra genoot. Het seizoen verliep verre van vlekkeloos en Lenstra kreeg veel kritiek vanuit de spelersgroep.  Lenstra stapte in 1999 op als hoofdcoach.

### Tweede Return bij Blauw-Wit
In seizoen 2006-2007 had AKC Blauw-Wit het lastig en verzamelde te weinig punten in de prestigieuze Korfbal League. Het bestuur besloot het roer tijdens het zaalseizoen om te gooien en zij besloten om coach Remco Boer op non-actief te zetten. Coaches Jan Niebeek en Lenstra werden interim aangesteld om het vege lijf te redden. Dit lukte voortreffelijk, want uiteindelijk eindigde Blauw-Wit op de 6e plaats, ver weg van degradatie. Niebeek bleef coach bij de club, maar voor Lenstra vond het welletjes, ook omdat er iets anders op zijn pad kwam.

## Voorzitter KNKV
In 2008 werd Lenstra verkozen tot nieuwe voorzitter van de korfbalbond, KNKV. Hij verving vertrekkend voorzitter Jan-Willem Briedé.
Zijn aanstelling was controversieel, vanwege meerdere redenen. Lenstra stond bekend om zijn pittige karakter (rode kaarten en schorsingen) en ongezouten mening, maar ook omdat Lenstra zelf in 1984 nog vertelde dat hij ongeschikt zou zijn als bondsvoorzitter omdat hij zich als een olifant in een porseleinen kast zou voelen.
Lenstra introduceerde onder andere het jaarlijkse korfbalgala; een gala waarbij de jaarlijkse korfbalprijzen worden uitgereikt. In 2010, na 2 jaar voorzitter te zijn geweest, stopte Lenstra. Johan Kosse, vice voorzitter onder Lenstra nam het interim over. Het duurde even voordat er een nieuwe voorzitter was gevonden, maar in 2011 werd Rob Meijer aangesteld voor de functie.

## Concentratie Noordelijk korfbaltalent
In 1979 stond Lenstra aan het roer van een beweging die het topkorfbal in het Noorden wakker schudde. Er werd een brief gestuurd vanuit de topspelers naar het bestuur van de betreffende hoofdklasse- en overgangsklasseclubs met de melding dat de opstelling van menig club niet deugde. Ondanks dat Lenstra zelf geen topspeler meer was op dat moment werd hij gezien als initiatiefnemer van deze actie. De spelers voelden druk vanuit hun clubs om de trouw te blijven en vooral niet te verkassen naar andere clubs, maar feitelijk wilden de topspelers een ander algemeen bestuursklimaat. De spelers wilden dat clubs niet langer moeilijk zouden doen over transfers binnen de Noordelijke clubs, maar dit juist zouden stimuleren om zo spelers sneller en beter te laten ontwikkelen.
Als regienemer van deze actie werd Lenstra gezien als enfant terrible.

## Surinaams korfbalteam
In 2017 kreeg topkorfballer Gerald van Dijk het idee om korfbal in Suriname nieuw leven in te blazen. Hij richtte een nationaal team op dat mee zou moeten doen met de korfbaltop. Lenstra, als bekende van Van Dijk bij AKC Blauw-Wit hielp hem met deze opzet. Zo stelde Van Dijk samen met Lensta een team samen van spelers met een Surinaamse achtergrond en werd Riko Kruit aangesteld als bondscoach. Het team deed meteen goede zaken door zich te plaatsen voor het WK korfbal van 2019.